# Miloslav Vacík
Miloslav Vacík (27. ledna 1925 - ???) byl český a československý politik Komunistické strany Československa, poslanec České národní rady a Sněmovny národů Federálního shromáždění za normalizace.

## Biografie
Vychodil měšťanskou školu. Od roku 1945 byl členem KSČ. Absolvoval Vysokou stranickou školu při ÚV KSČ v Praze. V letech 1953-1957 zastával funkci vedoucího tajemníka Krajského výboru Národní fronty. Od roku 1957 do roku 1968 byl členem Ústředního výboru Národní fronty a zároveň v letech 1957-60 vedoucím tajemníkem Ústředního výboru Národní fronty. V období let 1960-68 byl tajemníkem Městského výboru Národní fronty v Praze a v témže období i zástupcem tajemníka Ústředního výboru Národní fronty. Od května 1962 do prosince 1968 působil na postu člena předsednictva a pléna československého výboru Obránců míru. V politické dráze pokračoval i během roku 1968 a v následném období. Od května do srpna 1969 byl tajemníkem Ústředního výboru Národní fronty ČSSR, od května 1969 do října téhož roku předsedou politické komise Ústředního výboru Národní fronty ČSSR. Kromě toho zastával od srpna 1969 do března 1970 pozici vedoucího tajemníka Ústředního výboru Národní fronty České socialistické republiky. K roku 1971 se uvádí jako ústřední tajemník Ústředního výboru Národní fronty ČSSR, Praha. K roku 1984 se uvádí jako místopředseda ÚV Národní fronty České socialistické republiky.
Po provedení federalizace Československa usedl do Sněmovny národů Federálního shromáždění. Mandát ale nabyl až dodatečně v březnu 1971. Do federálního parlamentu ho nominovala Česká národní rada. Ve FS setrval do konce funkčního období, tedy pouze do voleb v roce 1971.
Dlouhodobě pak zasedal v České národní radě. Zasedal v ní už od roku 1969 do roku 1971 a byl do ní zvolen znovu později, ve volbách v roce 1976 a pak i ve volbách v roce 1981 a volbách v roce 1986. Na post poslance rezignoval v lednu 1990 v rámci procesu kooptace do ČNR po sametové revoluci.